# Екатериновка (Молдова)
Екатериновка (рум. Ecaterinovca) — село в Чимишлийском районе Молдавии. Является административным центром коммуны Екатериновка, включающей также село Коштангалия.

## География
Село расположено на высоте 89 метров над уровнем моря.

## Население
По данным переписи населения 2004 года, в селе Екатериновка проживает 1130 человек (561 мужчина, 569 женщин).
Этнический состав села:
| Национальность | Число жителей | Процентный состав |
| -------------- | ------------- | ----------------- |
| молдаване      | 864           | 76.46             |
| украинцы       | 110           | 9.73              |
| русские        | 81            | 7.17              |
| болгары        | 59            | 5.22              |
| цыгане         | 4             | 0.35              |
| гагаузы        | 4             | 0.35              |
| прочие         | 8             | 0.71              |
| Всего          | 1130          | 100%              |